# Isten tudja
Az Isten tudja (eredetileg angolul God knows) Joseph Heller 1984-ben megjelent tragikomikus regénye.

## Cselekmény
A történetet Dávid király bibliai alak mondja el egyes szám első személyben. A nemlineáris cselekményvezetésű műben megjelenik Dávid életének minden jelentős eseménye és rá hatással lévő személyiség: gyermekkori pásztorkodása; Sámuel, a próféta; küzdelme Góliáttal; Saul király; Jonatán; Betsabé; Abiság; Joáb; Salamon próféta; stb.
Néhány ponton Dávid látja saját jövőjét is – többek között véleményt mond Michelangelo Dávid-szobráról és más Dávid-szobrokról, más szereplők, mint Joáb a holokausztra is említést tesz, mint a jövőben esetlegesen bekövetkező eseményre.
A mű értelmezhető Heller elmélkedéseiként is saját erkölcsiségéről és a család, élet, halál stb. zsidó megközelítéseként.
Bár közel sem annyira híres, mint Heller fő műve, A 22-es csapdája, sok hasonló témával foglalkozik, mint a 23 évvel előtte megjelent mű.

## Magyarul
- Isten tudja. Regény (Árkádia, 1987) 396 oldal. Fordította Szilágyi Tibor. ISBN 9638380454

## További információ
- Szubjektív recenzió – Marakonyves.blogspot.hu, 2010. szeptember 24.